# Miss Univers 2013
Miss Univers 2013 est la 62e élection du concours de beauté Miss Univers, qui s'est déroulé le 9 novembre 2013 au Crocus City Hall de Moscou, en Russie. La gagnante est la Vénézuélienne María Gabriela Isler qui succède ainsi à l'Américaine Olivia Culpo.

## Résultats
| Résultat final    | Candidate |
| ----------------- | --- |
| Miss Univers 2013 | - Venezuela – María Gabriela Isler |
| 1re dauphine      | - Espagne – Patricia Rodríguez |
| 2e dauphine       | - Équateur – Constanza Báez |
| 3e Dauphine       | - Philippines – Ariella Arida § |
| 4e Dauphine       | - Brésil – Jakelyne Oliveira |
| Top 10            | - République dominicaine – Yaritza Reyes - Royaume-Uni – Amy Willerton - Inde – Manasi Moghe - Ukraine – Olga Storozhenko - États-Unis – Erin Brady                           |
| Top 16            | - Chine – Jin Ye - Costa Rica – Fabiana Granados - Indonésie – Whulandary Herman - Nicaragua – Nastassja Bolívar - Porto Rico – Monic Pérez - Suisse – Dominique Rinderknecht |

§ Choisie par le Public pour faire partie du Top 16.

## Participantes
Il y a 86 participantes.
| Pays                      | Candidate                   | Âge | Taille | Ville                   |
| ------------------------- | --------------------------- | --- | ------ | ----------------------- |
| Afrique du Sud            | Marilyn Ramos               | 23  | 1,72   | Pretoria                |
| Allemagne                 | Anne-Julia Hagen            | 23  | 1,77   | Berlin                  |
| Angola                    | Vaumara Rebelo              | 21  | 1,78   | Luanda                  |
| Argentine                 | Brenda María González       | 20  | 1,76   | Rosario                 |
| Aruba                     | Stefanie Evangelista        | 24  | 1,72   | De Vuyst                |
| Australie                 | Olivia Wells                | 19  | 1,81   | Black Rock              |
| Autriche                  | Doris Hofmann               | 23  | 1,84   | Steyr                   |
| Azerbaïdjan               | Aysel Manafova              | 21  | 1,80   | Bakou                   |
| Bahamas                   | Lexi Wilson                 | 22  | 1,75   | Nassau                  |
| Birmanie                  | Moe Set Wine                | 25  | 1,77   | Naypyidaw               |
| Belgique                  | Noémie Happart              | 19  | 1.78   | Grâce-Hollogne          |
| Bolivie                   | Alexia Laura Viruez Pictor  | 19  | 1,79   | Santa Cruz de la Sierra |
| Botswana                  | Tsaone Bibi NuNie Macheng   | 20  | 1,70   | Gaborone                |
| Brésil                    | Jakelyne de Oliveira Silva  | 20  | 1,78   | Rondonópolis            |
| Bulgarie                  | Veneta Krŭsteva             | 21  | 1,76   | Sofia                   |
| Canada                    | Riza Santos                 | 26  | 1.72   | Calgary                 |
| Chili                     | María Jesús Matthei         | 21  | 1,80   | Santiago                |
| Chine                     | Jin Ye                      | 25  | 1,78   | Shijiazhuang            |
| Colombie                  | Lucía Aldana                | 21  | 1,70   | Cali                    |
| Corée du Sud              | Kim Yu-Mee                  | 23  | 1,75   | Séoul                   |
| Costa Rica                | Fabiana Granados            | 23  | 1,73   | Guanacaste              |
| Croatie                   | Melita Fabečić              | 18  | 1,78   | Zagreb                  |
| Curaçao                   | Eline de Pool               | 19  | 1,73   | Willemstad              |
| Danemark                  | Cecilia Iftikhar            | 26  | 1,73   | Kokkedal                |
| Équateur                  | Constanza Báez              | 22  | 1.75   | Quito                   |
| Espagne                   | Patricia Rodríguez          | 23  | 1,80   | Santa Cruz de Tenerife  |
| Estonie                   | Kristina Karjalainen        | 23  | 1,81   | Helsinki                |
| États-Unis                | Erin Brady                  | 25  | 1.73   | East Hampton            |
| Éthiopie                  | Mhadere Tigabe              | 21  | 1,80   | Addis-Abeba             |
| Finlande                  | Lotta Henriikka Hintsa      | 24  | 1,68   | Jyväskylä               |
| France                    | Hinarani de Longeaux        | 22  | 1,77   | Papeete                 |
| Gabon                     | Ruth Jennifer Ondo Mouchita | 20  | 1,81   | Franceville             |
| Ghana                     | Hanniel Jamin               | 18  | 1,76   | Accra                   |
| Grèce                     | Anastasia Sidiropoulou      | 19  | 1,73   | Athènes                 |
| Guam                      | Alixes Scott                | 18  | 1,75   | Tamuning                |
| Guatemala                 | Paulette Samaoya            | 23  | 1,70   | Peten                   |
| Guyana                    | Katherina Roshana           | 23  | 1,73   | Georgetown              |
| Haïti                     | Mondiana Pierre             | 19  | 1,78   | Port-au-Prince          |
| Honduras                  | Diana Schoutsen Mendoza     | 26  | 1,83   | Tela                    |
| Hongrie                   | Rebéka Kárpáti              | 18  | 1,73   | Budapest                |
| Inde                      | Manasi Moghe                | 21  | 1,73   | Indore                  |
| Indonésie                 | Whulandary Herman           | 23  | 1,78   | Padang                  |
| Îles Turques-et-Caïques   | Snwazna Adams               | 26  | 1,80   | Providenciales          |
| Îles Vierges britanniques | Sharie de Castro            | 21  | 1,65   | Road Town               |
| Israël                    | Yityish Titi Aynaw          | 21  | 1,83   | Netanya                 |
| Italie                    | Luna Voce                   | 25  | 1,78   | Crotone                 |
| Jamaïque                  | Kerrie Simone Baylis        | 25  | 1,79   | Kingston                |
| Japon                     | Yukimi Matsuo               | 25  | 1,73   | Préfecture de Mie       |
| Kazakhstan                | Ayguerim Kojakanova         | 19  | 1,74   | Astana                  |
| Liban                     | Karen Ghrawi                | 22  | 1,74   | Beyrouth                |
| Lituanie                  | Simona Burbaite             | 21  | 1,80   | Vilnius                 |
| Malaisie                  | Carey Ng                    | 23  | 1,78   | Kuala Lumpur            |
| Maurice                   | Diya Beeltah                | 23  | 1,72   | Port Louis              |
| Mexique                   | Cynthia Duque               | 20  | 1,78   | Monterrey               |
| Namibie                   | Paulina Malulu              | 24  | 1,75   | Windhoek                |
| Nicaragua                 | Nastassja Bolívar           | 24  | 1,78   | Diriamba                |
| Nigeria                   | Stephanie Okwu              | 19  | 1,80   | Imo                     |
| Norvège                   | Mari Ekeløf Chauhan         | 24  | 1,67   | Hamar                   |
| Nouvelle-Zélande          | Holly Michelle Cassidy      | 22  | 1,75   | Auckland                |
| Panama                    | Carolina Brid               | 22  | 1,82   | Panama                  |
| Paraguay                  | Guadalupe González          | 21  | 1,78   | Lambaré                 |
| Pays-Bas                  | Stephanie Tency             | 22  | 1,73   | Amsterdam               |
| Pérou                     | Cindy Mejía                 | 25  | 1,73   | Lima                    |
| Philippines               | Ariella Arida               | 24  | 1,72   | Alaminos                |
| Pologne                   | Paulina Krupińska           | 25  | 1,78   | Varsovie                |
| Porto Rico                | Monic Pérez                 | 23  | 1,78   | Arecibo                 |
| République dominicaine    | Yaritza Reyes               | 19  | 1,81   | Santo Domingo           |
| Tchéquie                  | Gabriela Kratochvílová      | 23  | 1,77   | Chotěboř                |
| Royaume-Uni               | Amy Willerton               | 20  | 1,78   | Bristol                 |
| Roumanie                  | Oana Roxana Andrei          | 26  | 1,78   | Târgoviște              |
| Russie                    | Elmira Abdrazakova          | 18  | 1,67   | Mejdouretchensk         |
| Salvador                  | Alba Delgado                | 22  | 1,72   | San Salvador            |
| Serbie                    | Ana Vrcelj                  | 20  | 1,80   | Zemun polje             |
| Singapour                 | Shi Lim                     | 24  | 1,78   | Singapour               |
| Slovaquie                 | Jeanette Borhyova           | 20  | 1,72   | Bratislava              |
| Slovénie                  | Nina Đurđević               | 22  | 1,78   | Maribor                 |
| Sri Lanka                 | Amanda Marietta Rathnayake  | 23  | 1,75   | Kandy                   |
| Suède                     | Alexandra Friberg           | 18  | 1,80   | Stockholm               |
| Suisse                    | Dominique Rinderknecht      | 24  | 1,75   | Zurich                  |
| Tanzanie                  | Betty Omara                 | 20  | 1,75   | Dar es Salam            |
| Thaïlande                 | Chalita Yaemwannang         | 25  | 1,78   | Nakhon Ratchasima       |
| Trinité-et-Tobago         | Catherine Miller            | 21  | 1,80   | Port-d'Espagne          |
| Turquie                   | Berrin Keklikler Resimleri  | 18  | 1,78   | Gelsenkirchen           |
| Ukraine                   | Olha Storojenko             | 21  | 1,78   | Vinnytsia               |
| Venezuela                 | María Gabriela Isler        | 25  | 1,80   | Maracay                 |
| Viêt Nam                  | Trương Thị May              | 25  | 1,75   | Province d'An Giang     |

## À propos des pays participants

### Début
- Azerbaïdjan.

### Retour
Dernière participation en 1961
- Birmanie

Dernière participation en 2004
- Autriche

Dernière participation en 2011
- Îles Turques-et-Caïques ;
- Kazakhstan ;
- Slovénie

### Désistements
- Albanie
- Chypre
- Îles Caïmans
- Irlande
- Kosovo
- Monténégro
- Sainte-Lucie
- Uruguay